# Nozza (Vestone)
Nozza è una frazione del comune bresciano di Vestone, contigua più a valle col capoluogo.

## Storia
La località è un piccolo villaggio montano di antica origine, capoluogo della Val Sabbia durante il governo veneto.
Sebbene già durante il governo veneto esistesse un coordinamento amministrativo della zona, Nozza divenne per la prima volta integralmente frazione di Vestone su ordine di Napoleone, ma gli austriaci annullarono la decisione al loro arrivo nel 1815 con il Regno Lombardo-Veneto.
Dopo l'unità d'Italia il paese crebbe da meno di cinquecento a più di ottocento. Fu il fascismo a decidere la soppressione del comune unendolo definitivamente a Vestone.